# サム・クルーカス
サム・クルーカス（Sam Clucas, 1990年9月25日 - ）は、イングランド・リンカン出身のサッカー選手。ロザラム・ユナイテッドFC所属。ポジションはミッドフィールダー。

## 経歴
レスター・シティFCのアカデミーでプレーを始め6年間を過ごしたが、トップ昇格はできなかった。2008-09シーズンの終わりにリンカーンシャー・フットボールリーグ（10部相当）のネトルハムFCに加入。その後、2010年夏までリンカーン・シティFCに在籍した。
スペインのクラブで短期間プレーした後はイングランドに戻り、下位リーグのヘレフォード・ユナイテッドFC、マンスフィールド・タウンFC、チェスターフィールドFCでプレーした。2015年7月に加入したハル・シティAFCでは2015-16シーズンの昇格プレーオフを勝ち抜き、プレミアリーグ昇格を達成した。
2017年8月23日、プレミアリーグ・スウォンジー・シティAFCと4年契約を結んだ。移籍金は未公開となっている。
2018年8月9日、ストーク・シティFCへ4年契約で移籍。
2023年9月15日、ロザラム・ユナイテッドFCに加入。